# Мовіліца (комуна, Вранча)
Мовіліца (рум. Movilița) — комуна у повіті Вранча в Румунії. До складу комуни входять такі села (дані про населення за 2002 рік):
- Велень (239 осіб)
- Діокець-Редіу (749 осіб)
- Мовіліца (2260 осіб)
- Тротушану (495 осіб)
- Фрекецей (219 осіб)

Комуна розташована на відстані 186 км на північний схід від Бухареста, 29 км на північ від Фокшан, 138 км на південь від Ясс, 93 км на північний захід від Галаца, 120 км на схід від Брашова.

## Населення
За даними перепису населення 2002 року у комуні проживали 3962 особи.
Національний склад населення комуни:
| Національність | Кількість осіб | Відсоток |
| -------------- | -------------- | -------- |
| румуни         | 3949           | 99,7%    |
| цигани         | 13             | 0,3%     |

Рідною мовою назвали:
| Мова      | Кількість осіб | Відсоток |
| --------- | -------------- | -------- |
| румунська | 3955           | 99,8%    |
| циганська | 7              | 0,2%     |

Склад населення комуни за віросповіданням:
| Релігія        | Кількість осіб | Відсоток |
| -------------- | -------------- | -------- |
| православні    | 3945           | 99,6%    |
| старообрядці   | 6              | 0,2%     |
| римо-католики  | 5              | 0,1%     |
| адвентисти     | 3              | 0,1%     |
| реформати      | 1              | < 0,1%   |
| греко-католики | 1              | < 0,1%   |
| бретрени       | 1              | < 0,1%   |

## Зовнішні посилання
- Дані про комуну Мовіліца на сайті Ghidul Primăriilor [Архівовано 23 жовтня 2009 у Wayback Machine.]